# Radar absorbent material

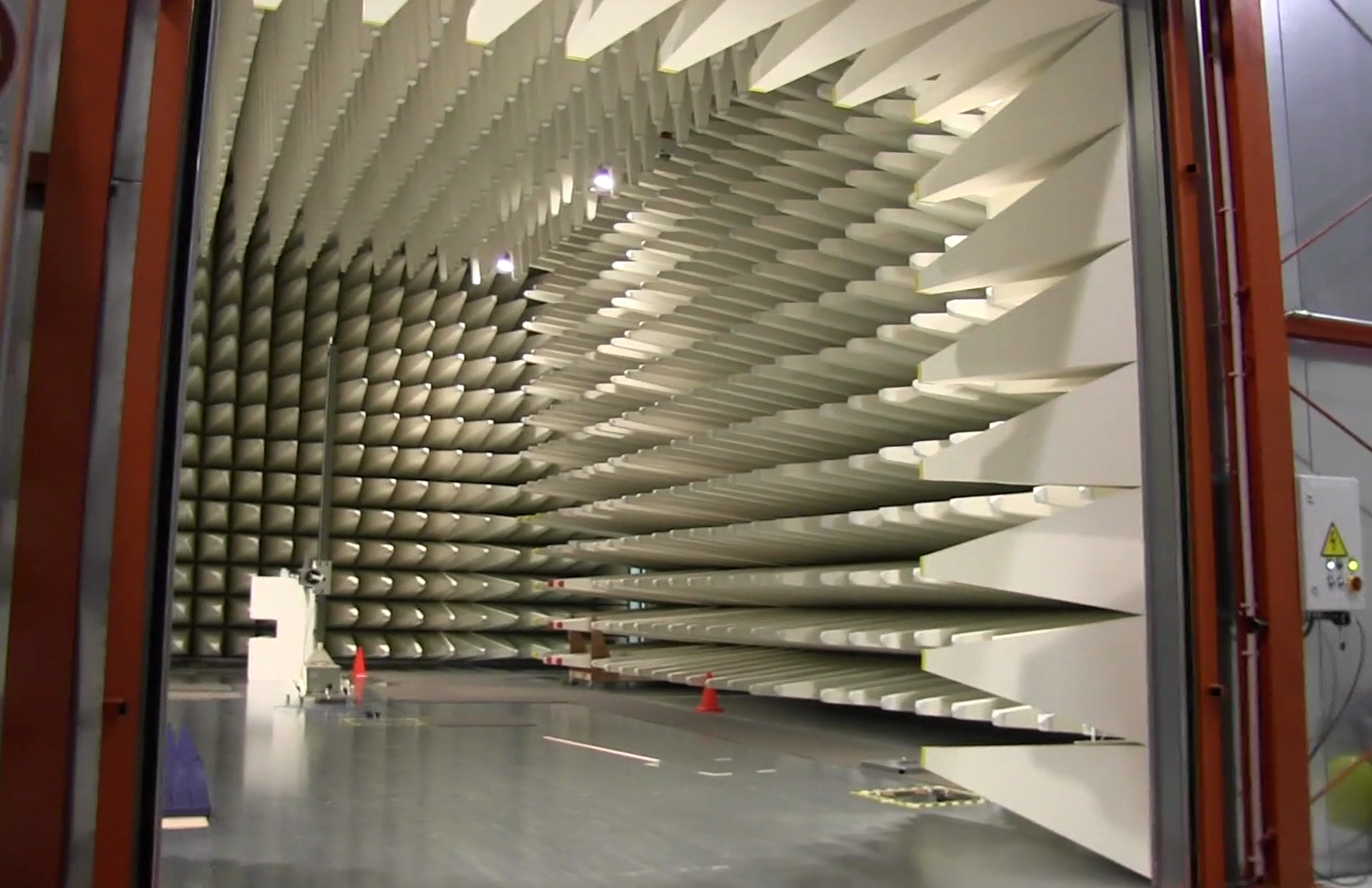
Komora s uvedeným typem materiálu.

Radarově-absorpční materiály (zkratka RAM, anglicky Radar-absorbent material) jsou speciální materiály, schopné pohltit radarové záření, přeměnit ho (podobně jako mikrovlnná trouba) na tepelnou energii. Tím snižují odrazivost letounu, nebo jakéhokoliv jiného objektu, jehož povrch je tímto druhem materiálu pokryt, používají se proto jako součást technologie Stealth.
Jako materiál pro pohlcování elektromagnetických vln se např. mohou používat materiály podobné, jako pro magnetická záznamová média.
Používají se také absorpční disperze feromagnetických a ferrimagnetických mikročástic, jako např. karbonylové železo, Fe2O3, Fe3O4, CrO2, kovové a keramické ferity, které jsou rozptýleny v nosiči, jako např. chloroprenový kaučuk, či nějaké nízkoodrazivé polymerové (např. polyuretanové) pěny. Velikost a hmotnost mikročástic musí odpovídat rezonanční frekvenci pro konkrétní frekvenci vlnění rušeného radaru. Tím dochází k mechanickému kmitání mikročástic v pružném materiálu, který je postupně zbavuje kinetické energie, ve kterou předtím použité mikročástice proměnily elektromagnetickou energii radarového záření.